# 送客
送客在此指的是婚禮喜筵完成後結婚新人所進行的儀式。

## 婚禮送客
結婚送客時「送客」新郎跟新娘站在喜筵場地出口。台灣一般採「男左女右」，而男方雙親必須站在男方之左邊，女方雙親必須站在女方之右邊，雙親也是「男左女右」，新郎和新娘站中間。香港則無特定位置，一般都是新人與男女家親屬排成一行。

## 納徵送客
台灣部分地區納徵儀式中，納徵宴時新郎跟男方家屬通常等到要出最後倒數第三道菜時，要先行離席而且不得與女方家屬說再見或打招呼，要靜靜的離開。所以通常是由女方進行送客儀式。
如果女方堅持要新郎也要參與送客時，男方家屬也是要先行離開，車子開動後先行離開會場後，新郎繞回宴會場所跟女方一起來送客。
納徵宴上男方親友不能跟女方親友說(再見)或(再來)等，避諱重來之類的話。
不過，現在由於結婚新人結訂婚儀式多樣且別出心裁，許多不合情宜的禁忌避諱早已式微。

## 送客禮
送客禮是宴客完之後，新郎、新娘要給賓客帶走的小禮物。
一般都是送糖果，現在一般會用糖袋或是精緻的紙盒裝些糖果給客人帶走。
新郎、新娘拿著煙盤、喜糖盤或喜糖籃，一般放有喜糖、香菸、檳榔。
現在許多結婚新人則會準備別緻的婚禮小物來送客，藉以感謝親友們來參加婚禮以及突顯婚禮的隆重。